# Lana Hudeček
Lana Hudeček (Zagreb, 20. studenoga 1960.), hrvatska jezikoslovka.

## Životopis
Lana Hudeček rođena je 20. studenoga 1960. godine u Zagrebu. Osnovnu školu i XV. (Matematičku) gimnaziju završila je također u Zagrebu. Na Filozofskome fakultetu u Zagrebu diplomirala je 1986. godine. Iste je godine počela raditi kao pripravnik u Zavodu za jezik Instituta za filologiju i folkloristiku. Doktorirala je s temom Izražavanje kategorije posvojnosti u hrvatskome jeziku do polovice 19. stoljeća (mentor Ivo Pranjković, članovi povjerenstva Stjepan Damjanović i Milan Mihaljević). Zaposlena je u Institutu za hrvatski jezik i jezikoslovlje i u znanstvenome je zvanju znanstvenoga savjetnika.
Područje je njezina znanstvenoga bavljenja u prvome redu suvremena jezična norma, terminologija te leksikologija i leksikografija. Autorica je brojnih knjiga i radova s tih područja (podatci o radovima dostupni u Hrvatskoj znanstvenoj bibliografiji na adresi bib.irb.hr/). U Institutu za hrvatski jezik i jezikoslovlje bila je voditeljica znanstvenoga projekta Hrvatski normativni jednosvezačni rječnik. Suradnica je na projektu Hrvatsko strukovno nazivlje – projekt koordinacije (STRUNA) koji se ostvaruje u Institutu za hrvatski jezik i jezikoslovlje i autorica (s Milicom Mihaljević) Hrvatskoga terminološkoga priručnika. U okviru toga projekta i izvan njega aktivno surađuje na uređivanju stručnoga nazivlja brojnih struka. Sudjelovala je na mnogim domaćim i međunarodnim znanstvenim skupovima, okruglim stolovima, stručnim tribinama i u radijskim emisijama, vodila je različite terminološke radionice i radionice za prevoditelje, bila je članica uredništva i uredničkoga vijeća Rasprava Instituta za hrvatski jezik i jezikoslovlje te uredničkoga vijeća poljskoga časopisa Media i społeczeństwo (hrv. Mediji i društvo), povjerenstva za državno natjecanje iz hrvatskog jezika, savjetnica za državnu maturu iz hrvatskoga jezika.
Jedan je od autora i izvršnih urednika velikoga Hrvatskoga jezičnog savjetnika te jedan od obrađivača Rječnika hrvatskoga kajkavskoga književnog jezika. 
Niz godina (od 2003. do 2012. godine) držla je na Hrvatskim studijima kolegij Jezično-stilske vježbe. Studentima kroatistike na Filozofskome fakultetu u Zagrebu predavala je izborni kolegij Sintaksa i norma u školskoj godini 2007./2008. i 2011./2012. te izborni kolegij Izricanje posvojnosti u hrvatskome standardnome jeziku u školskoj godini 2009./2010., a svojim predavanjima sudjelovala je i na doktorskome studiju lingvistike u Zagrebu. Predavanjima sudjeluje i na doktorskome studiju Medicinske informatike na Medicinskome fakultetu u Rijeci. Od 2007. godine do 2011. godine predaje jezične kolegije na Visokoj novinarskoj školi, a od 2011. godine studentima novinarstva na Veleučilištu Vern'.
Članica je povjerenstva Nagrade Dr. Ivan Šreter za izbor najbolje riječi.
Članica je Upravnog vijeća Instituta za hrvatski jezik i jezikoslovlje.
Članica je Matičnoga odbora za filologiju.
Članica je međunarodnoga terminološkog odbora Terminology Comission under the International Committee of Slavonic Scholars.
Članica je organizacijskoga odbora skupa Hrvatski sintaktički dani.
Urednica je znanstveno-popularnoga časopisa Hrvatski jezik Instituta za hrvatski jezik i jezikoslovlje.

## Nagrade
Dobitnica je ovih nagrada:
Nagrade Dr. Ivan Šreter za promicanje hrvatske jezične kulture 2012. godine, Nagrade Grada Zagreba za 2012. godinu za izniman rezultat u teorijski utemeljenom radu u promicanju znanosti u prosvjeti za Školski rječnik hrvatskoga jezika i Nagrade Hrvatskoga sabora Ivan Filipović za Hrvatski pravopis Instituta za hrvatski jezik i jezikoslovlje.

## Vanjske poveznice
- Pregled po projektu: Hrvatski normativni jednosvezačni rječnik (MB: 212-2120898-0925)
- Hrvatski pravopis
- Hrvatski na maturi